# Roman Častoral
Roman Častoral (* 6. září 1976 ve Strakonicích) je český rallycrossový jezdec.V minulosti se stal mistrem EuroRX Division 2 Championship v roce 2006.

## Výsledky

### Kompletní výsledky ve FIA European Rallycross Championship

#### Divize 1
| Rok  | Tým            | Vůz                     | 1   | 2   | 3   | 4   | 5   | 6   | 7      | 8   | 9   | 10     | 11  | Umístení  | Body |
| ---- | -------------- | ----------------------- | --- | --- | --- | --- | --- | --- | ------ | --- | --- | ------ | --- | --------- | ---- |
| 1996 | Roman Častoral | Ford Escort RS Cosworth | AUT | POR | FRA | SWE | IRE | GBR | BEL 16 | NED | NOR | CZE 11 | GER | 30. místo | 7    |

#### Divize 2
| Rok  | Tým                 | Vůz                     | 1       | 2        | 3      | 4       | 5        | 6       | 7        | 8        | 9       | 10       | 11    | Umístění  | Body |
| ---- | ------------------- | ----------------------- | ------- | -------- | ------ | ------- | -------- | ------- | -------- | -------- | ------- | -------- | ----- | --------- | ---- |
| 1997 | Roman Častoral      | Ford Escort RS Cosworth | AUT 11  | FRA 9    | POR 4  | GBR (6) | SWE 9    | FIN 4   | BEL 9    | NOR (12) | CZE 8   | GER (14) |       | 8. místo  | 65   |
| 1998 | Roman Častoral      | Ford Escort RS Cosworth | AUT 10  | POR 7    | FRA 9  | SWE 14  | GBR      | FIN 7   | BEL 6    | NOR      | GER 8   | CZE 10   |       | 7. místo  | 62   |
| 1999 | Roman Častoral      | Nissan Sunny GTi        | CZE 7   | FRA 12   | POR 3  | SWE 7   | FIN 7    | BEL 8   | NED (12) | NOR 7    | GER     |          |       | 8. místo  | 69   |
| 2000 | Roman Častoral      | SEAT Ibiza GTI          | POR 6   | FRA 14   | CZE 11 | SWE 14  | BEL (14) | NED 11  | NOR      | POL 9    | GER 13  |          |       | 13. místo | 41   |
| 2001 | Roman Častoral      | SEAT Ibiza GTI          | FRA     | POR      | AUT 9  | CZE     | SWE      | BEL     | NED      | NOR      | POL     | GER      |       | 34. místo | 8    |
| 2002 | Roman Častoral      | SEAT Ibiza GTI          | POR 7   | FRA 10   | AUT 4  | CZE 8   | SWE      | BEL 7   | NED 6    | NOR 10   | POL 6   | GER (14) |       | 7. místo  | 78   |
| 2002 | Roman Častoral      | SEAT Ibiza GTI          | POR 8   | FRA (NC) |        |         |          |         |          |          |         |          |       | 5. místo  | 90   |
| 2002 | Roman Častoral      | Opel Astra G OPC        |         |          | AUT 5  | CZE NC  | SWE 5    | BEL 5   | NED 4    | NOR      | POL 4   | GER 1    |       | 5. místo  | 90   |
| 2004 | Roman Častoral      | Opel Astra G OPC        | POR 6   | FRA (10) | CZE 2  | AUT 4   | NOR 3    | SWE 3   | BEL 3    | NED (6)  | POL 3   | GER 5    |       | 4. místo  | 113  |
| 2005 | Roman Častoral      | Opel Astra G OPC        | FRA 4   | POR (10) | AUT 2  | CZE 6   | NOR 3    | SWE (6) | BEL 2    | NED 4    | POL 2   | GER 3    |       | 4. místo  | 118  |
| 2006 | Czech National Team | Opel Astra G OPC        | POR 2   | FRA 2    | CZE 1  | AUT 2   | SWE (3)  | HUN 1   | BEL 1    | NED 1    | NOR (6) | POL 1    | GER 2 | 1. místo  | 168  |
| 2007 | Czech National Team | Opel Astra G OPC        | POR (5) | FRA 4    | HUN 1  | AUT 1   | SWE 3    | NOR (6) | BEL 6    | NED 1    | POL 4   | CZE 1    |       | 2. místo  | 132  |
| 2008 | Czech National Team | Opel Astra G OPC        | POR 3   | FRA 2    | HUN 1  | AUT 1   | NOR 2    | SWE (6) | BEL 1    | NED (2)  | CZE 2   | POL 2    | GER 1 | 2. místo  | 163  |
| 2009 | Czech National Team | Opel Astra G OPC        | GBR (5) | POR 4    | FRA 5  | HUN 4   | AUT 4    | SWE 4   | BEL 3    | GER (10) | POL 3   | CZE 3    |       | 4. místo  | 109  |
| 2010 | Czech National Team | Opel Astra G OPC        | POR 4   | FRA 4    | GBR 3  | HUN 4   | SWE      | FIN     | BEL 7    | GER 5    | POL 4   | CZE 4    |       | 5. místo  | 102  |

#### Divize Touringcar
| Rok  | Tým                 | Vůz              | 1     | 2     | 3     | 4     | 5     | 6     | 7     | 8        | 9       | 10    | Umístění | Body |
| ---- | ------------------- | ---------------- | ----- | ----- | ----- | ----- | ----- | ----- | ----- | -------- | ------- | ----- | -------- | ---- |
| 2011 | Czech National Team | Opel Astra G OPC | GBR 2 | POR 4 | FRA 5 | NOR   | SWE 5 | BEL 1 | NED 1 | AUT 1    | POL (2) | CZE 2 | 2. místo | 131  |
| 2012 | Czech National Team | Opel Astra G OPC | GBR 2 | FRA 3 | AUT 3 | HUN 3 | NOR   | SWE 7 | BEL 4 | NED (13) | FIN 3   | GER 3 | 3. místo | 115  |
| 2013 | Czech National Team | Opel Astra G OPC | GBR 3 | POR 3 | HUN 2 | FIN 1 | NOR 7 | SWE 3 | FRA 3 | AUT 3    | GER 9   |       | 3. místo | 168  |